# Tommy Prim
Pour les articles homonymes, voir Prim.
Tommy Prim est un coureur cycliste suédois, né le 29 juillet 1955 à Svenljunga. Prim est sociétaire au club cycliste local du CK Wano Varberg.

## Biographie
Professionnel de 1980 à 1986, il s'impose notamment dans le Tour de Romandie 1981 et Paris-Bruxelles 1983. Très régulier sur le Tour d'Italie, il s'y classe deuxième en 1981 et 1982. 

## Palmarès

### Palmarès amateur
- 1972
  - Champion des Pays nordiques sur route juniors
  -  Champion de Suède du contre-la-montre juniors
  -  Champion de Suède du contre-la-montre par équipes juniors
  - 2e du championnat des Pays nordiques du contre-la-montre par équipes juniors
  - 2e du Grand Prix Général Patton
- 1973
  - Champion des Pays nordiques du contre-la-montre par équipes juniors
  -  Champion de Suède du contre-la-montre par équipes juniors
- 1975
  - Champion des Pays nordiques du contre-la-montre par équipes
  - 4e du championnat du monde du contre-la-montre par équipes
- 1976
  - Champion des Pays nordiques du contre-la-montre par équipes
  -  Champion de Suède sur route
  - 3e étape du Trophée Peugeot de l'Avenir
  - 8e du Trophée Peugeot de l'Avenir
- 1977
  - 2e du championnat des Pays nordiques du contre-la-montre par équipes
- 1978
  -  Champion de Suède du contre-la-montre par équipes
  - Prologue a de la Semaine cycliste bergamasque
  - 2e de la Flèche du Sud
  - 2e de la Semaine cycliste bergamasque
  - 3e du Tour des régions italiennes
- 1979
  -  Champion de Suède du contre-la-montre
  -  Champion de Suède du contre-la-montre par équipes
  - 6eb étape de la Semaine cycliste bergamasque (contre-la-montre)
  - 2e de la Semaine cycliste bergamasque

### Palmarès professionnel
| - 1980 - 2e étape de Paris-Nice - Tour d'Italie : - Classement du meilleur jeune - 15e étape - Coppa Agostoni - 2e du Tour du Trentin - 2e du Tour d'Allemagne - 4e de Paris-Nice - 4e du Tour d'Italie - 1981 - 5e étape de Paris-Nice - Trophée Pantalica - Classement général du Tour de Romandie - 2e du Tour d'Italie - 3e du Tour d'Allemagne - 6e du Tour de Lombardie - 9e du Super Prestige Pernod - 1982 - 1re étape de la Semaine catalane - 1re étape du Tour de Romandie - Tour de Suède : - Classement général - 7eb étape (contre-la-montre) - 2e du Tour de Romandie - 2e du Grand Prix de Prato - 2e du Tour d'Italie - 3e de la Semaine catalane - 3e du Championnat de Zurich - 4e du Super Prestige Pernod - 5e de Milan-San Remo - 5e de Liège-Bastogne-Liège | - 1983 - 5eb étape du Tour de Romandie (contre-la-montre) - Tour de Suède : - Classement général - 6eb (contre-la-montre) et 8e étapes - Paris-Bruxelles - 3e du Tour de Romandie - 3e du Trophée Baracchi (avec Alf Segersäll) - 1984 - Classement général de Tirreno-Adriatico - 2e du Trophée Baracchi (avec Alf Segersäll) - 4e du Tour de Lombardie - 1985 - 5ea étape du Tour de Romandie (contre-la-montre) - 6ea étape du Tour de Suède (contre-la-montre) - 3eb étape du Tour du Danemark (contre-la-montre) - 3e du Tour de Romandie - 4e du Tour d'Italie |

### Résultats sur le Tour d'Italie
6 participations
- 1980 : 4e,  vainqueur du classement du meilleur jeune, vainqueur de la 15e étape
- 1981 : 2e
- 1982 : 2e
- 1983 : 15e, vainqueur de la 1re étape (contre-la-montre par équipes),  maillot rose pendant 1 jour
- 1985 : 4e
- 1986 : 21e